# Сільські адміністрації Казахстану
Сільська адміністрація (каз. ауылдық әкімдігі) — один із типів адміністративних одиниць в адміністративно-територіальному устрої Казахстану.
Згідно із законом від 1993 року найнижчими адміністративними одиницями країни у сільській місцевості є сільські округи. Виконавчим органом в межах такого округу є голова сільської адміністрації. Однак, досить часто з утворенням нових сільських округів, що складаються з одного сільського населеного пункту, використовується назва «сільська адміністрація» замість «сільський округ». За своєю суттю це не протирічить закону, однак така адміністративна одиниця у ньому не згадується.